# Ludovico Einaudi

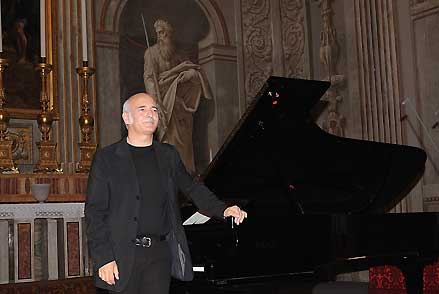
Ludovico Einaudi.

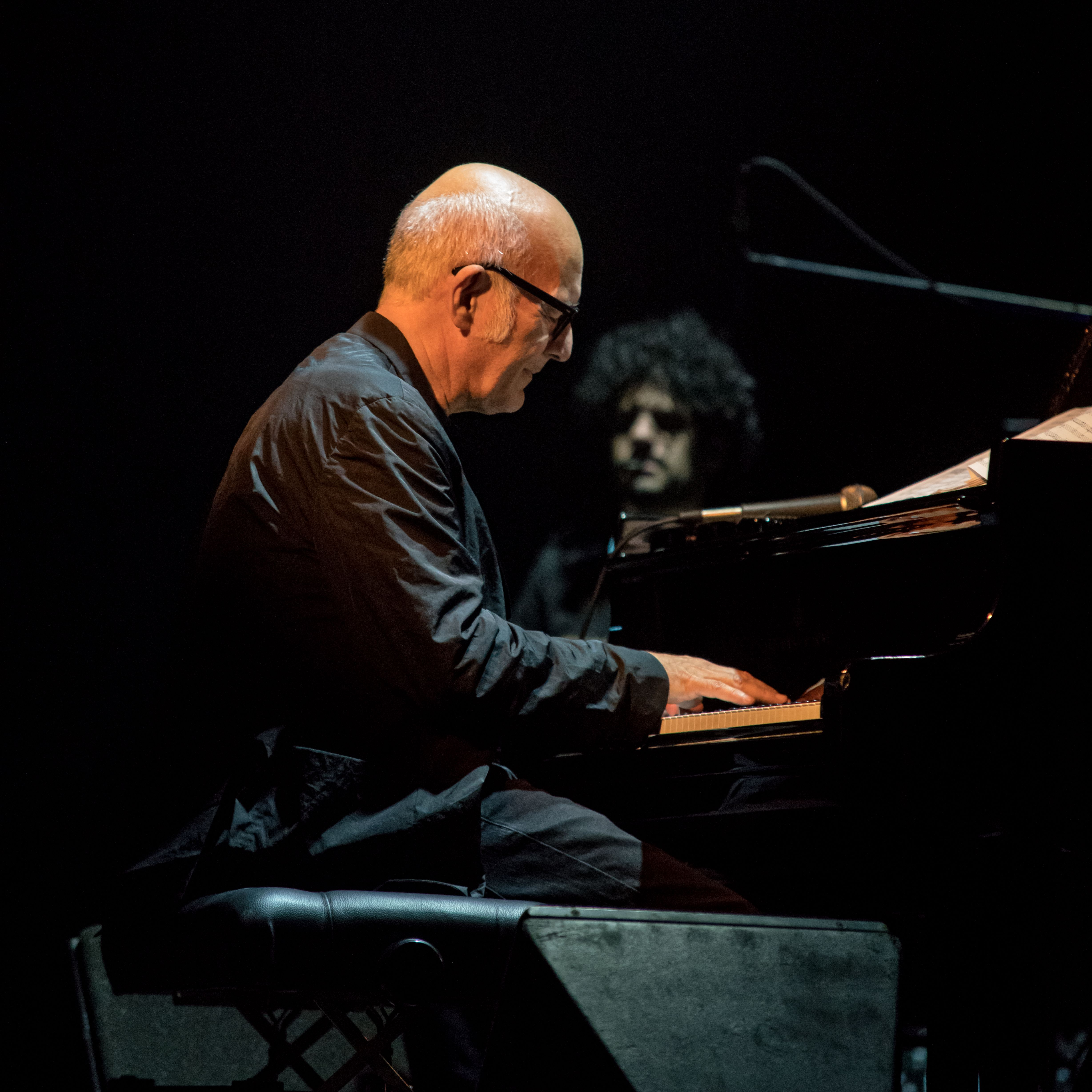
Zelt-Musik-Festival 2016 i Freiburg im Breisgau, Tyskland.

Ludovico Einaudi, född 23 november 1955 i Turin, är en italiensk kompositör och pianist. Han är son till bokförläggaren Giulio Einaudi och sonson till Italiens andra president Luigi Einaudi.
Hans musik har beskrivits som minimalistisk, klassisk, modern och djupt rörande. Själv vill han inte placera sig under någon specifik genre, men har sagt att han i sådant fall föredrar minimalism, då det enligt honom innebär ”elegans och öppenhet”. Einaudi har gjort sig ett namn efter flera utsålda konserter och nomineringar. Han har bland annat gjort musik till filmerna This is England och En oväntad vänskap.
Utbildad vid Conservatorio Verdi i Milano. Därefter fortsatte han studierna med Luciano Berio. I slutet av 1980-talet hittade Einaudi sin personliga karaktär, då påverkad av populärmusik. Vid den här tiden arbetade han som kompositör inom teater, film och dans, med baletter som Sul filo diOrfeo (1984), The Wild Man (1990) och The Emperor (1991). 
Under sin karriär komponerade Einaudi musik till flera filmer, bland annat This Is England. 2020 användes hans musik i filmerna Nomadland och The Father.

## Diskografi
- 1997 Stanze (RCA/Victor)
- 1998 Le Onde (BMG Ricordi)
- 2002 Eden Roc (BMG Ricordi)
- 2004 I Giorni (BMG Ricordi)
- 2004 La Scala: Concert 03 03 03 (BMG Ricordi)
- 2004 Una Mattina (Decca)
- 2005 Diario Mali (Ponderosa)
- 2006 Divenire (Decca (Universal))
- 2009 Nightbook (Decca)
- 2013 In a Time Lapse
- 2013 Banda sonara: Sotto falso nome
- 2013 La Scala: Concert 03 03 03
- 2013 Passaggio - Einaudio by Lavinia
- 2015 Taranta Project
- 2015 Elements
- 2019 Seven Days Walking
- 2020 12 Songs from Home
- 2020 Einaudi Undiscovered
- 2021 Cinema

## Filmmusik
- The Intouchables (2011)

Regissör: Olivier Nakache & Eric Toledano
- This is England (2006)

Shane Meadows
- Sotto false nome (2004)

Roberto Andò
- Docto Zhivago (2002)

Giacomo Campiotti
- Luce dei miei occhi (2001)

Giuseppe Piccioni
- Alexandria (2001)

Maria Iliou
- Le parole di mio padre (2001)

Francesca Comencini